# Walter Haug

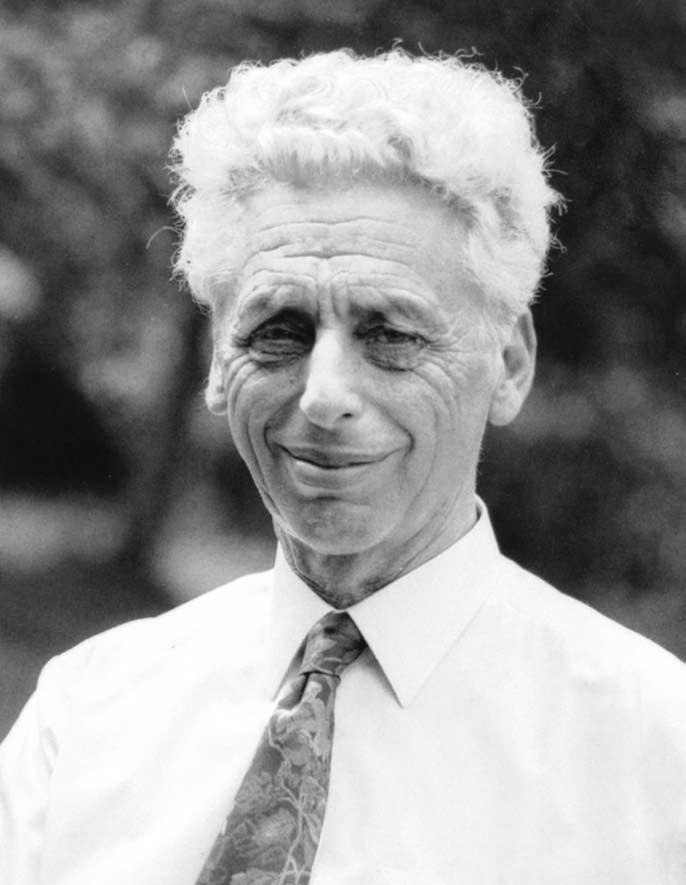
Walter Haug

Walter Haug (* 23. November 1927 in Glarus; † 11. Januar 2008 in Tübingen) war ein Schweizer germanistischer Mediävist.

## Leben
Walter Haug wuchs in Walenstadt auf und besuchte in Schiers das Gymnasium, an dem Kurt Ruh sein Deutschlehrer war. Er studierte an den Universitäten Zürich, Wien und München Germanistik, Theaterwissenschaft, Philosophie und Psychologie. 1952 wurde er in München mit der Dissertation „Zum Begriff des Theatralischen. Versuch einer Deutung barocker Theatralik ausgehend vom Drama des Andreas Gryphius“ promoviert. Zunächst arbeitete er als Dramaturg an Theatern in Wien und in München. Dort wurde er 1958, anlässlich einer Festaufführung zum 800. Stadtjubiläum, durch Hugo Kuhn für eine akademische Laufbahn erfolgreich umworben. Anschließend arbeitete er folglich als Dozent in München, 1966 wurde er habilitiert mit der Arbeit „Orientalisch-mittelalterliche Literaturbeziehungen“. Ein Jahr später wurde Haug auf den mediävistischen Lehrstuhl an der neu gegründeten Universität Regensburg berufen. Von 1973 (in der Nachfolge von Wolfgang Mohr) bis zu seiner Emeritierung 1995 war er ordentlicher Professor an der Abteilung für Mediävistik des Deutschen Seminars der Universität Tübingen. Er teilte sich dort das Fach 22 Jahre lang in enger Kooperation mit seinem Kollegen und Freund Burghart Wachinger. Anschließend führten ihn Gastprofessuren an verschiedene Universitäten der Vereinigten Staaten von Amerika und Deutschlands.

## Wirken
Haugs Hauptinteressengebiete waren die mittelhochdeutsche Epik, die vergleichende ältere Literaturgeschichte, Literaturtheorie und die abendländische Mystik.
Er war ein sehr produktiver Autor und vor allem Herausgeber. Haugs Literaturtheorie im deutschen Mittelalter (WBG 1985) gehört zu den Standardwerken der Mediävistik.
1988 wurde er zusammen mit Wachinger mit dem Gottfried-Wilhelm-Leibniz-Preis ausgezeichnet.
Mit dem Geld des Preises wurden mehrere Tagungen durchgeführt, deren Ergebnisse im 16-bändigen Werk „Fortuna Vitrea“ veröffentlicht wurden.
Zudem war Haug Herausgeber der 24-bändigen Bibliothek des Mittelalters und Mitherausgeber der Bibliotheca Germanica und der Zeitschrift Deutsche Vierteljahrsschrift für Literaturwissenschaft und Geistesgeschichte (DVjs).
Zum 65. Geburtstag wurde für Haug und Wachinger eine zweibändige Festschrift herausgebracht, zum 80. Geburtstag ein Festkolloquium an der Universität Tübingen veranstaltet.
Haug war korrespondierendes Mitglied der Akademie der Wissenschaften zu Göttingen, seit 1991 auswärtiges Mitglied der Königlich Niederländischen Akademie der Wissenschaften sowie seit 1992 ordentliches Mitglied der Heidelberger Akademie der Wissenschaften.

## Veröffentlichungen (Auswahl)
- als Hrsg. mit Ingeborg Glier, Gerhard Hahn und Burghart Wachinger: Werk – Typ – Situation. Studien zu poetologischen Bedingungen in der älteren deutschen Literatur. Festschrift für Hugo Kuhn zum 60. Geburtstag. Stuttgart 1969.
- Das Mosaik von Otranto. Darstellung, Deutung und Bilddokumentation. Reichert, Wiesbaden 1977, ISBN 3-920153-73-1
- „Das Land, von welchem niemand wiederkehrt“. Mythos, Fiktion und Wahrheit in Chrétiens „Chevalier de la Charrete“, im „Lanzelet“ Ulrichs von Zatzikhoven und im „Lancelot“-Prosaroman. Niemeyer, Tübingen 1978 (= Untersuchungen zur deutschen Literaturgeschichte, Bd. 21), ISBN 3-484-10310-8
- als Hrsg.: Formen und Funktionen der Allegorie, Symposion Wolfenbüttel 1978. Stuttgart 1979.
- Literaturtheorie im deutschen Mittelalter von den Anfängen bis zum Ende des 13. Jahrhunderts. Eine Einführung. Wissenschaftliche Buchgesellschaft, Darmstadt 1985 (= Germanistische Einführungen), ISBN 3-534-08830-1
- Frühe deutsche Literatur und lateinische Literatur in Deutschland 800–1150. (Hrsg. mit Benedikt Konrad Vollmann), Deutscher Klassiker-Verlag, Frankfurt/Main 1991 (= Bibliothek des Mittelalters, Bd. 1; Bibliothek deutscher Klassiker, Bd. 62), ISBN 3-618-66010-3
- Mittelalter und frühe Neuzeit. Übergänge, Umbrüche und Neuansätze (Hrsg.), Niemeyer, Tübingen 1999 (= Fortuna vitrea, Bd. 16), ISBN 3-484-15516-7
- Tristan und Isold, Deutscher Klassiker Verlag, Berlin 2011, ISBN 978-3-618-66100-9
- Die Wahrheit der Fiktion. Studien zur weltlichen und geistlichen Literatur des Mittelalters und der frühen Neuzeit. Tübingen 2003.